# Dukkede halmgavle, Tystrup
|  | Denne artikel er oprettet af botten Steenthbot ud fra en ekstern database. Den kan derfor have sproglige fejl eller mangler. Denne skabelon kan fjernes efter kontrol af indholdet. |

Dukkede halmgavle, Tystrup er en dansk dokumentarisk optagelse fra 1953.

## Handling
Optagelser af dukkede halmgavle i Tystrup ved Sorø.